# Scapino in School
Stichting Scapino in School was een Nederlandse organisatie die zich vanaf 1973 bezighield met cultuureducatie op met name middelbare scholen in Nederland en later ook in het buitenland. Zij organiseerde zogenaamde 'dansdagen': scholieren studeerden in één dag een dansvoorstelling in en brachten die aan het eind van de dag ten tonele.
Scapino in School ontstond vanuit het Scapino Ballet, maar was een afzonderlijke organisatie met een eigen artistiek profiel. In september 1996 ging Scapino in School failliet, waarna het LOKV/Nederlands Instituut voor kultuureducatie de stichting overnam en zo een doorstart maakte.
Toen het LOKV in 2000 opging in Cultuurnetwerk Nederland, behoorden de dansdagen niet meer tot de hoofdtaken van de nieuwe organisatie. Nadat een fusie met Folklore in School onderzocht was en ook deze plannen gestrand waren, kwam er formeel een einde aan Scapino in School. Enkele oud-medewerkers van de stichting richtten daarna zelfstandig organisaties op die de dansdagen voortzetten. Van deze twee organisaties, JDT Scapino in School en Projects Unlimited, is tot op heden enkel Projects Unlimited actief.